# Nephtyidae
Famille
Les Nephtyidae forment une famille de vers marins polychètes de l'ordre des Phyllodocida.

## Liste des genres
| Selon World Register of Marine Species (23 février 2016) : - genre Aglaophamus Kinberg, 1865 - genre Aglaopheme Kinberg, 1866 - genre Bipalponephtys Ravara, Wiklund, Cunha & Pleijel, 2010 - genre Inermonephtys Fauchald, 1968 - genre Micronephthys Friedrich, 1939 - genre Nephtys Cuvier, 1817 - genre Portelia | Selon ITIS (23 février 2016) : - genre Aglaophamus Kinberg, 1866 - genre Inermonephtys Fauchald, 1968 - genre Micronephthys Friedrich, 1937 - genre Nephtys Cuvier, 1817 |